# Aïn Témouchent (provins)
35°18′N 1°08′V / 35.3°N 1.13°V
Provinsen Aïn Témouchent (arabisk: ولاية عين تموشنت, berbisk: ⵜⴰⵎⴰⵥⵍⴰⵢⵜ ⴻⵏ ⵄⵉⵏ ⵜⵉⵎⵓⵛⴻⵏ) er en af Algeriets 48 provinser. Administrationscenteret er Aïn Témouchent.